# Riserva naturale Sorgenti della Muzzetta
La riserva naturale Sorgenti della Muzzetta è un'area naturale protetta con un'estensione di 85,90 ettari situata nella provincia di Milano.

## Geografia
L'area della riserva regionale è situata nei comuni di Rodano (Italia) e Settala e fa parte del Parco Agricolo Sud Milano. La riserva vera e propria comprende una superficie di 22,2 ettari, vi sono inoltre 68,6 ettari di fascia di rispetto.
Nella riserva si trovano 7 fontanili: Molino, Vallazza e Regelada. Nuovo, Busca, Boscana e Schenone. I primi tre costituiscono il vero e proprio cuore della riserva mentre gli ultimi quattro sono situati nella fascia di rispetto. 

## Storia
La costituzione della riserva risale al 1993, in seguito ne furono modificati i confini.

## Flora
Nei pressi della testa dei due fontanili Molino e Vallazza si è costituito un bosco igrofilo formato da ontani neri, olmi e salici.
Nella riserva sono state censite oltre 312 specie alcune delle quali molto rare.

## Fauna
Considerando l'elevata antropizzazione della zona circostante la riserva rappresenta un rifugio per diverse specie, vi predomina l'avifauna. Sono state censite circa 90 specie di uccelli di cui trenta nidificano nella riserva.